# إستونيا (سفينة)
السفينة السياحية إستونيا غرقت ليلة 28 سبتمبر عام 1994 في بحر البلطيق وهي في طريقها من تالين عاصمة دولة إستونيا إلى ستوكهولم السويدية. ووصل إجمالي عدد القتلى إلى 852. وكان على متنها وقت الحادث 950 راكبًا. تعتبر هذه الحادثة واحدة من أسوأ الكوارث البحرية في القرن العشرين. بعد كارثة تايتانيك، وثاني كارثة حطام السفن الأوروبية الأكثر دموية في وقت السلم، والسفينة الأكثر دموية في وقت السلم الذي حدث في المياه الأوروبية.
في سبتمبر 2020 صدر فيلم وثائقي يُفند نتائج التحقيقات الرسميّة، وتفيد بوجود ثقب بطول 4 متر على حطام السفينة، مما أدى لظهور فرضيات جديدة حول أسباب غرق السفينة، ونشوء عدة نظريات مؤامرة حولها.

## بناؤها
طُلبت السفينة في الأصل من حوض بناء السفن ماير ويرفت من قِبل شركة شحن نرويجية يقودها بارلي أوغستسن تعتزم الحركة بين النرويج وألمانيا. سحبت الشركة طلبها في اللحظة الأخيرة وذهب العقد إلى شركة ريديري أب سالي، أحد الشركاء في اتحاد فايكنج لاين (كانت شركة إس إف لاين، شريك آخر في اتحاد فايكنج لاين، مهتمة بالسفينة أيضًا).
صُممت السفينة في البدء كسفينة شقيقة لسفينة دايانا الثانية، التي بناها حوض بناء السفن نفسه تلبية لطلب شركة ريديري أب سلايت في عام 1979، وهي الشريك الثالث في اتحاد فايكنج لاين. عندما تسلّمت شركة سالي عقد البناء، أُطيلت السفينة عن الطول الأصلي البالغ 137 مترًا (449 قدمًا) تقريبًا لتصل إلى 155 مترًا (509 أقدام) تقريبًا وأعيد تصميم الهيكل العلوي للسفينة إلى حد كبير.
بنت شركة ماير ويرفت عددًا كبيرًا من السفن لمختلف شركاء اتحاد فايكنج لاين خلال سبعينيات القرن العشرين. تألفت بنية قوس السفينة من واقية تفتح باتجاه الأعلى ومنحدر سيارات وُضع داخل الواقية عندما كانت مغلقة. استُخدمت بنية قوسية مطابقة تمامًا في سفينة دايانا الثانية أيضًا.

## تاريخ المهني
أبحرت إستونيا سابقًا تحت اسم فايكنج سالي (1980 – 1990)، وسيليا ستار (1990 – 1991) وواسا كينغ (1991 – 1993).

### فايكنج لاين
سُلمت سفينة فايكنج سالي لشركة ريديري أب سالي، فنلندا في يوم 29 يونيو من عام 1980، ووُضعت في الخدمة على المسار بين توركو، وماريهامن وستوكهولم (وضعت في صيف عام 1982 على مسار نانتالي – ماريهامن – كابيلسكار). كانت أكبر سفينة في الخدمة على ذلك المسار وقتها. كما حدث مع العديد من السفن، تعرضت فايكنج سالي لبعض الحوادث الأليمة خلال عملها مع فايكنج لاين، إذ عوقبت في أرخبيل أولاند في مايو من عام 1984 وعانت من بعض المشاكل في مراوحها الدافعة في أبريل من العام اللاحق. أعيد بناؤها أيضًا في عام 1985 وأُضيف «ذيل بطة» إلى تصميمها. كانت ريديري أب سالي تواجه مشاقًا ماليةً لمعظم الثمانينيات. في أواخر العام 1987، اشترت شركتا إيفو وجونسون لاين، مُلاك سيليا لاين، ألد خصوم فايكنج لاين، سفينة سالي. نتيجة لذلك، أجبرت كل من إس إف لاين وريديري أب سلايت سالي على الانسحاب من اتحاد فايكنج لاين. أُجرت فايكنج سالي لريديري أب سلايت لتتابع خط حركتها ذاته لثلاث السنوات اللاحقة.

### إيفجون
عندما انتهى عقد أجارها في أبريل من عام 1990، تعرضت فايكنج سالي لتغير غير اعتيادي في خدمتها. طُليت بألوان سيليا لاين، وأُعيدت تسميتها إلى سيليا ستار ووُضعت على نفس المسار الذي عملت عليه لصالح فايكنج لاين: توركو – ماريهامن – ستوكهولم. كان سبب هذا أن بناء سفينة سيليا الجديدة المخصصة لمسار هلسنكي – ستوكوهولم تأخر عن الموعد المحدد ونقلت الشركة أحد سفنها العاملة على مسار توركو – ستوكهولم، ويلامو، إلى ذلك المسار حتى تمام بناء السفينة في نوفمبر من عام 1990. في عام 1990 أيضًا، اندمجت شركات إيفو، وجونسون لاين، وريديري أب سالي لتصبح اتحاد إيفجون.
بدأت سيليا ستار عملها في الربيع التالي مع شركة واسا لاين، وهي شركة أخرى يملكها اتحاد إيفجون. غُير اسمها إلى واسا كينغ وعملت على المسارات الواصلة بين فاسا، وفنلندا وأوميا وسوندسفال في السويد. أشارت التقارير إلى أن واسا كينغ كانت تُعتبر على نطاق واسع أفضل السفن التي أبحرت من فاسا أداءً في الظروف المناخية القاسية.

## الضحايا
الضحايا 852 قتيلا، 501 منهم حملوا الجنسية السويدية. يعتبر الحدث أسوء كارثة أصابت السويد في تاريخها الحديث.
| جنسيات الضحايا  | العدد |
| --------------- | ----- |
| السويد          | 501   |
| إستونيا         | 285   |
| لاتفيا          | 17    |
| روسيا           | 11    |
| فنلندا          | 10    |
| النرويج         | 6     |
| الدنمارك        | 5     |
| المانيا         | 5     |
| ليتوانيا        | 3     |
| المغرب          | 2     |
| روسيا البيضاء   | 1     |
| كندا            | 1     |
| فرنسا           | 1     |
| هولندا          | 1     |
| نيجيريا         | 1     |
| أوكرانيا        | 1     |
| المملكة المتحدة | 1     |
| مجموع           | 852   |

## التحقيقات والتقارير
وتم تشكيل لجنة من إستونيا والسويد للتحقيق في أسباب غرق العبارة. وذكر تقرير اللجنة النهائي أن الحادث نتج بسبب عدم كفاءة طاقم السفينة وعيوب في تصميم أبواب السفينة الأمامية. وتشكلت لجنة أخرى من حوض بناء السفن الذي قام ببناء السفينة قالت ان الكارثة حدثت بسبب سوء الصيانة والسرعة الزائدة.

### إعادة فتح تحقيق بالحادث
في عام 2020 صدر فيلم وثائقي بعنوان "إستونيا - الاكتشاف الذي يغير كل شيء"، والذي استخدم في تصويره غواصة مصغرة. وأظهر الفيلم وجود ثقب على الجانب الأيمن من السفينة بطول 4 أمتار، وهو ما لم تذكره التحقيقات الرسميّة. مما أدى لظهور فرضيات جديدة حول سبب غرق السفينة منها ارتطام جسم غريب أو غواصة بقاع السفينة، أو حدوث انفجار على متن السفينة، أو فرضية هجوم روسي بسبب وجود شحنة أسلحة سريّة داخل السفينة.

## وصلات خارجية
- (وثائقي - فيديو) عن غرق السفية استونيا.
- (راديو السويد بالعربي): 20 عاما تمر على ذكرى غرق السفينة السياحية استونيا.
- (جريدة الجزيرة): غرق العبارة أستونيا وعلى متنها 950 شخصاً

## اقرأ أيضا
- غرق تيتانيك